# Michael Kegler
Michael Kegler é um tradutor e crítico literário alemão.

## Biografia
Michael nasceu em Gießen em 1967. Mora atualmente em Hofheim am Taunus, e já viveu na Libéria e no Brasil. Desde 1992 traduz livros da língua portuguesa para a língua alemã, e desde 2001 é responsável pelo website Nova Cultura, um espaço online de divulgação da literatura e música em língua portuguesa.

## Publicações

### Traduções
- M. Margarida Pereira-Müller (ed.): O Macaquinho do Narizito Branco / Das Äffchen mit der weißen Nase. Tiergeschichten aus Angola, Brasilien, Cabo Verde, Guinea-Bissau, Moçambique, Portugal, São Tomé e Príncipe und Ost-Timor. Antologia infantil bilingue. TFM, Frankfurt am Main 1993, ISBN 3-925203-36-2.
- Felipe Tadeu: Insekten. Gedichte. (Certos Insetos.) Fischer, Aachen 1994, ISBN 3-89514-023-6.
- Manuel Tiago (i.e.: Álvaro Cunhal): Fünf Tage, fünf Nächte. (Cinco Dias, cinco Noites.) TFM, Frankfurt am Main 1999, ISBN 3-925203-53-2.
- Paulina Chiziane: Liebeslied an den Wind (Balada de Amor ao Vento) Brandes und Apsel, Frankfurt am Main 2001 (com Claudia Stein)
- Manuel Tiago (i.e.: Álvaro Cunhal): Das Haus von Eulália (A Casa de Eulália) Neue Impulse Verlag 2002
- Paulina Chiziane: Das siebte Gelöbnis (O Sétimo Juramento) Brandes & Apsel Verlag 2003
- Fernando Molica: Krieg in Mirandão (Notícias do Mirandão) Edition Nautilus 2006
- Pedro Rosa Mendes: Schwarz Licht - Passagen durch Westafrika. Brandes & Apsel Verlag 2006 (com Barbara Mesquita)
- Manuela Costa Ribeiro: Cego do Maio. Der Schutzengel der Seeleute. (Cego do Maio.) TFM, Frankfurt am Main 2007, ISBN 3-939455-01-6.
- José Eduardo Agualusa: Das Lachen des Geckos. (O vendedor de passados.) A1 Verlag, München 2008, ISBN 978-3-940666-04-8.
- Gonçalo M. Tavares: Wasser, Hund, Pferd, Kopf. Kurzgeschichten. (Água, cão, cavalo, cabeça) Verlag Der Apfel, Wien 2008, ISBN 978-3-85450-277-7.
- Michael Kegler (Org.): Hotel ver mar. Gedichte aus Angola, Brasilien, Galicien, Guinea-Bissau, Mosambik, Portugal und São Tomé e Príncipe. Antologia bilingue de poemas. TFM, Frankfurt am Main 2009, ISBN 978-3-939455-02-8.
- José Eduardo Agualusa: Die Frauen meines Vaters. (As mulheres do meu pai.). A1 Verlag, München 2010, ISBN 978-3-940666-10-9.
- José Eduardo Agualusa: Barroco tropical. (Barroco tropical.). A1 Verlag, München 2011, ISBN 978-3-940666-19-2.
- João Paulo Cuenca: Das einzig glückliche Ende einer Liebesgeschichte ist ein Unfall. (O único final feliz para uma estória de amor é um acidente.). A1 Verlag, München 2012, ISBN 978-3-940666-31-4.
- Luiz Ruffato: Es waren viele Pferde. (Eles eram muitos cavalos.). Assoziation A, Berlin 2012, ISBN 978-3-86241-420-8. Prêmio Straelen da Fundação das Artes do Estado de Renânia do Norte-Vestfália, 2014
- Klester Cavalcanti: Der Pistoleiro. (O nome da morte.). Transit Verlag 2013, ISBN 978-3-88747-284-9 (com Wanda Jakob)
- Michel Laub: Tagebuch eines Sturzes. (Diário da queda.). Klett-Cotta, Stuttgart 2013, ISBN 978-3-608-93972-9.
- Luiz Ruffato: Mama, es geht mir gut. (Mama, son tanto felice.) Assoziation A, Berlin 2013, ISBN 978-3-86241-421-5.
- Moacyr Scliar: Kafkas Leoparden. (Os leopardos de Kafka.). Lilienfeld Verlag, Düsseldorf 2013, ISBN 978-3-940357-31-1.
- João Paulo Cuenca: Mastroianni. Ein Tag. (O dia mastroianni.) A1 Verlag, München 2013, ISBN 978-3-940666-43-7.
- Luiz Ruffato: Feindliche Welt. (O mundo inimigo.) Assoziation A, Berlin/Hamburg 2014, ISBN 978-3-86241-430-7
- Fernando Molica: Schwarz, meine Liebe. (Bandeira negra, amor) Edition diá, Berlin 2014, ISBN epub: 9-783-86034-539-9, ISBN mobi: 9-783-86034-639-6.
- Eliane Brum: Raimundo und der Ball. Erzählung (Raimundo, Dono da Bola. conto extraído da antologia Der schwarze Sohn Gottes (Entre quatro linhas), editado por Luiz Ruffato. Assoziation A, 2013), CulturBooks, Hamburg 2014, ISBN 978-3-944818-53-5.
- Ondjaki: Die Durchsichtigen. (Os transparentes) Verlag Das Wunderhorn, Heidelberg 2015, ISBN 978-3-88423-494-5
- Manuel Jorge Marmelo: Eine tausendmal wiederholte Lüge. (Uma mentira mil vezes repetida) A1 Verlag, München 2015, ISBN 978-3-940666-63-5
- Luiz Ruffato: Ich war in Lissabon und dachte an dich. (Estive em Lisboa e lembrei de você) Assoziation A, Hamburg und Berlin 2015, ISBN 978-3-86241-444-4
- Companhia do Feijão: Wer Augen hat, der sehe. (Mire, veja); Peça inspirado no livro de Luiz Ruffato: Eles eram muitos cavalos, Zuckerhut Theaterverlag, München 2015
- André Sant’Anna: Amor / Liebe (Amor) Edition Tempo, Berlin 2015, ISBN 978-3-00-050479-2
- Rui Zink: Die Installation der Angst (A instalação do medo) Weidle Verlag, Bonn 2016, ISBN 978-3-938803-80-6, ebook-Ausgabe: CulturBooks, Hamburg 2016, ISBN 978-3-95988-039-8
- Luiz Ruffato: Teilansicht der Nacht (Originaltitel: Vista Parcial da Noite). Assoziation A, Berlin / Hamburg 2017, ISBN 978-3-86241-434-5.